# Emilio Bonci
Emilio Bonci (Cesena, 4 agosto 1928 – Cesena, 21 marzo 2009) è stato un calciatore italiano, di ruolo mediano.
Fu fratello di Remo Bonci e zio di Fabio Bonci, anch'essi entrambi calciatori.

## Carriera
Giocò tre stagioni in Serie A con Lanerossi Vicenza e Catania.

## Palmarès

### Giocatore

#### Competizioni nazionali
- Serie B: 1

Lanerossi Vicenza: 1954-1955